# 乌代普尔瓦蒂
乌代普尔瓦蒂（Udaipurwati），是印度拉贾斯坦邦金基农县的一个城镇。总人口27831（2001年）。

## 人口
该地2001年总人口27831人，其中男性14553人，女性13278人；0—6岁人口5204人，其中男2791人，女2413人；识字率56.34%，其中男性为68.69%，女性为42.81%。